# Domenico Merlini

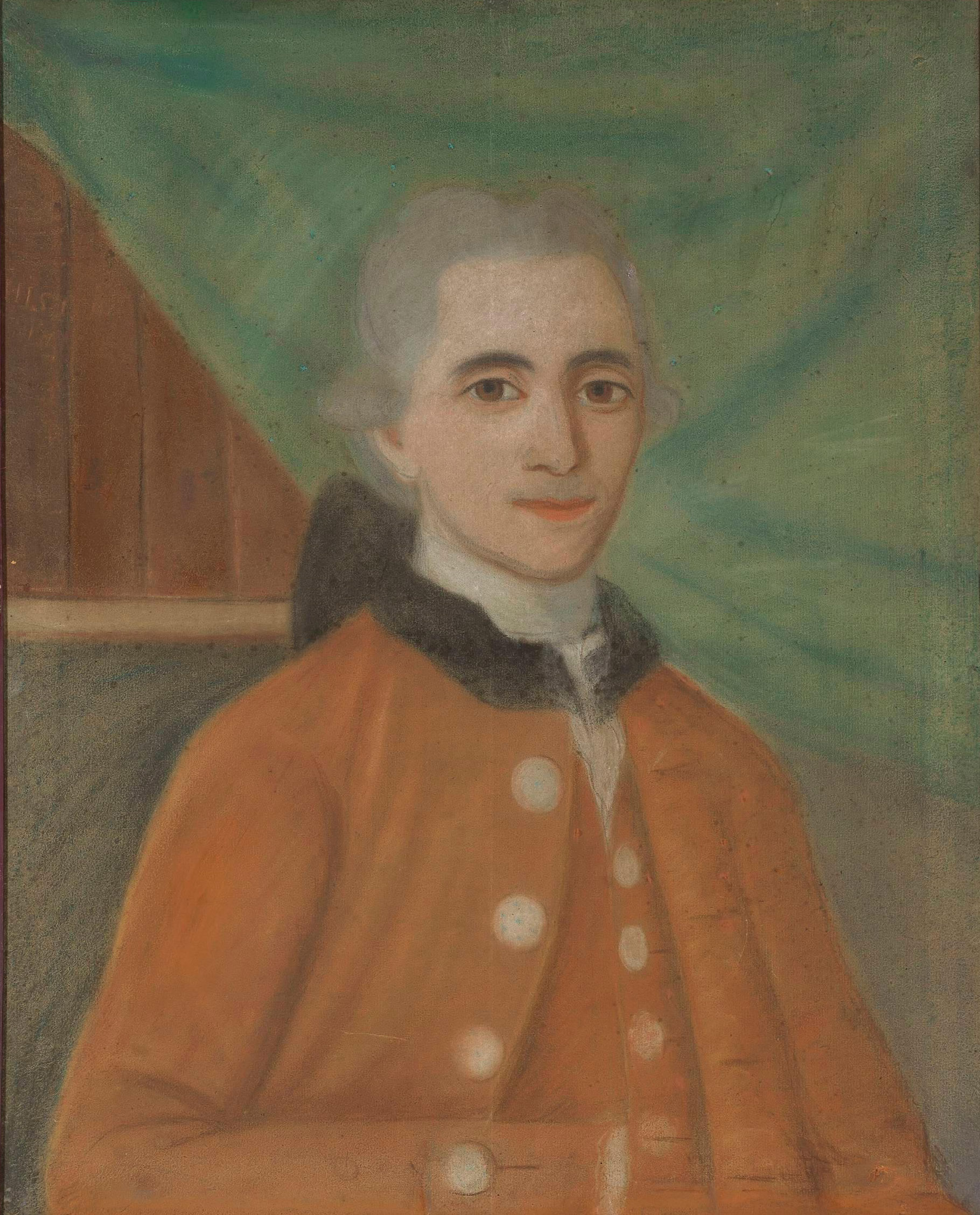
Domenico Merlini

Domenico Merlini (Pools: Dominik Merlini) (22 februari 1730 – 20 februari 1797) was een Italiaanse-Poolse architect die voornamelijk in Polen-Litouwen heeft gewerkt en vooral werkte met klassieke bouwstijlen.

## Biografie
Vanaf 1750 tot aan zijn dood werkte en woonde Merlini in Polen. In 1768 werd hij in de Poolse adelstand verheven. In 1773 werd hij de koninklijke architect van Polen.
Hij bouwde een aantal publieke en private gebouwen in Warschau en andere gebouwen elders in Polen. Hij werkte veel samen met Jan Chrystian Kamsetzer en Johann Christian Schuch. Kenmerkend voor deze architect zijn de gebouwen van het Poolse classicisme. Hij was een tijdgenoot van koning Stanislaus August Poniatowski van Polen. Merlini werd deels geïnspireerd door Andrea Palladio.

## Bekende ontwerpen
- De  Łazienki Tuinen / Łazienki Park,inclusief het Łazienkipaleis
- Paleis in Opole Lubelskie
- Paleis in Jabłonna gebouwd tussen 1775 en 1779
- Raczyńskipaleis (Rogalin)
- Grieks-Katholieke kerk (Warschau)
- Carolus Barromeuskerk (Warschau)
- Jodenpoort (Lublin)
- Krakauer Poort (Lublin)

- Gemeinsame Normdatei: 123680409
- International Standard Name Identifier: 0000 0001 0984 6852
- Library of Congress Control Number: n86024872
- Nationale Bibliotheek van Tsjechië: osa2015856373
- Système universitaire de documentation: 118081942
- Union List of Artist Names: 500011237
- Virtual International Authority File: 69841550
- WorldCat: E39PBJfRFc6mkf8CYVxPRfbjmd